# Poliothyrsis sinensis
Poliothyrsis sinensis är en videväxtart som beskrevs av Daniel Oliver. Poliothyrsis sinensis ingår i släktet Poliothyrsis och familjen videväxter. Inga underarter finns listade i Catalogue of Life.

## Bildgalleri

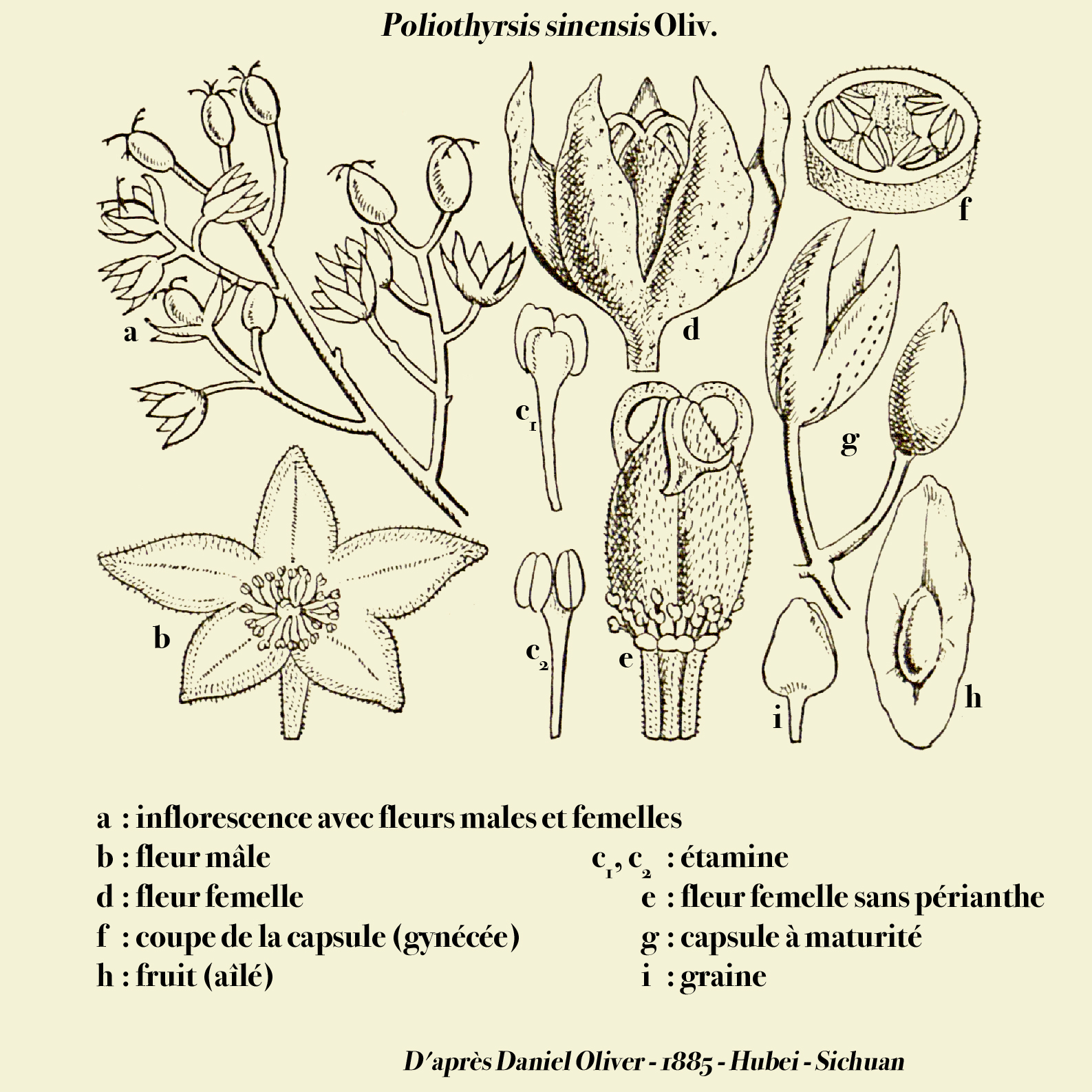
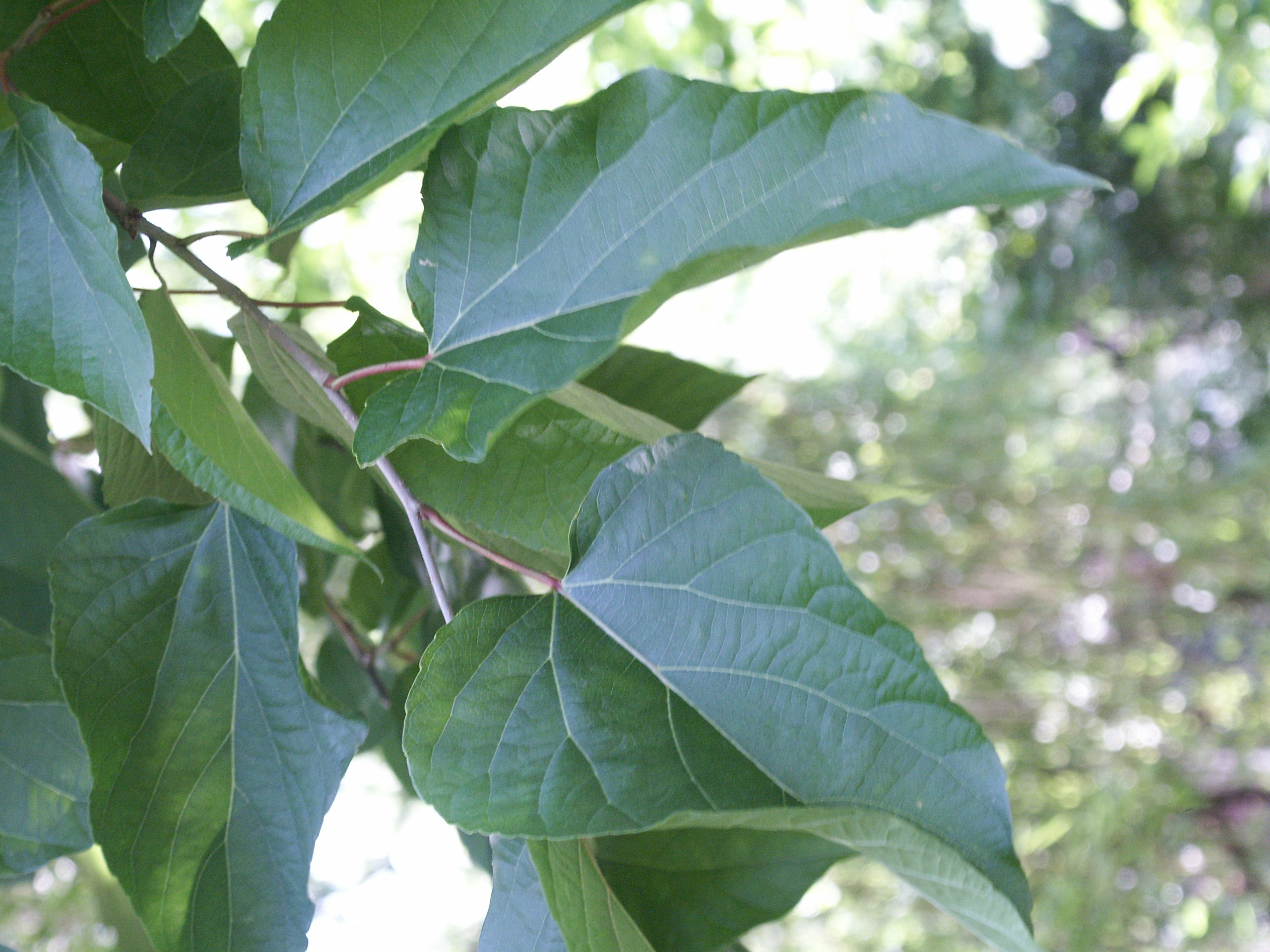
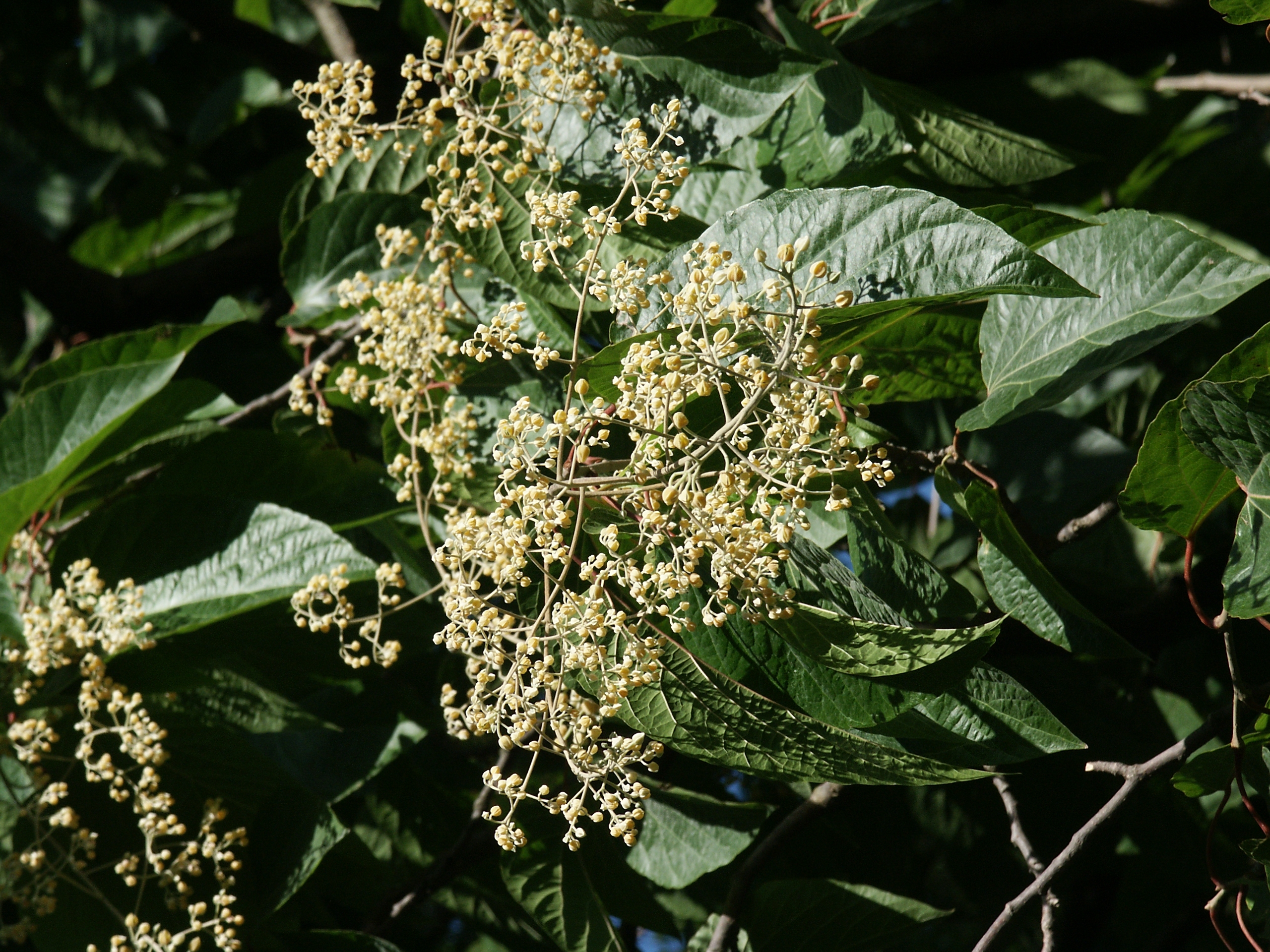
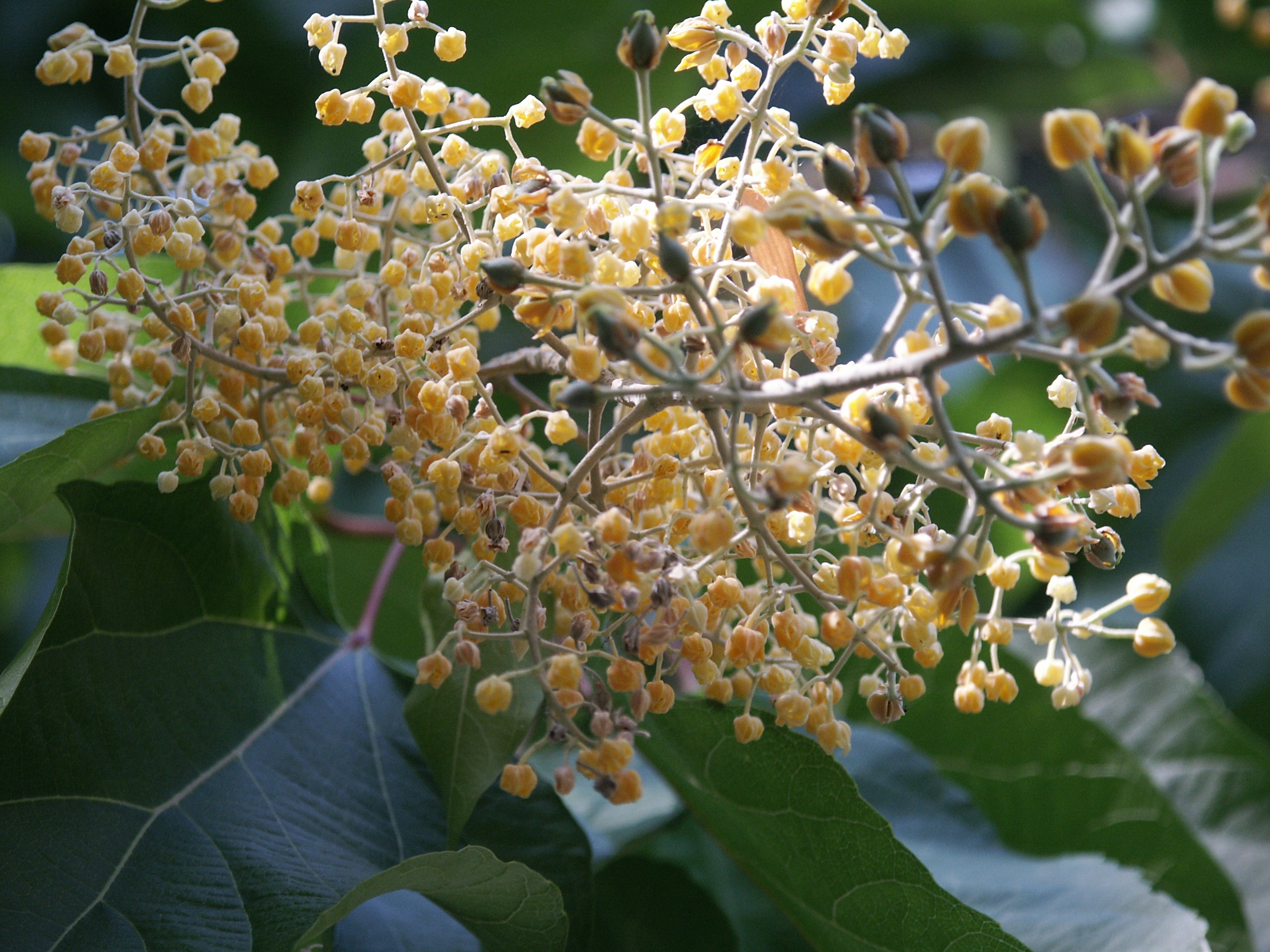
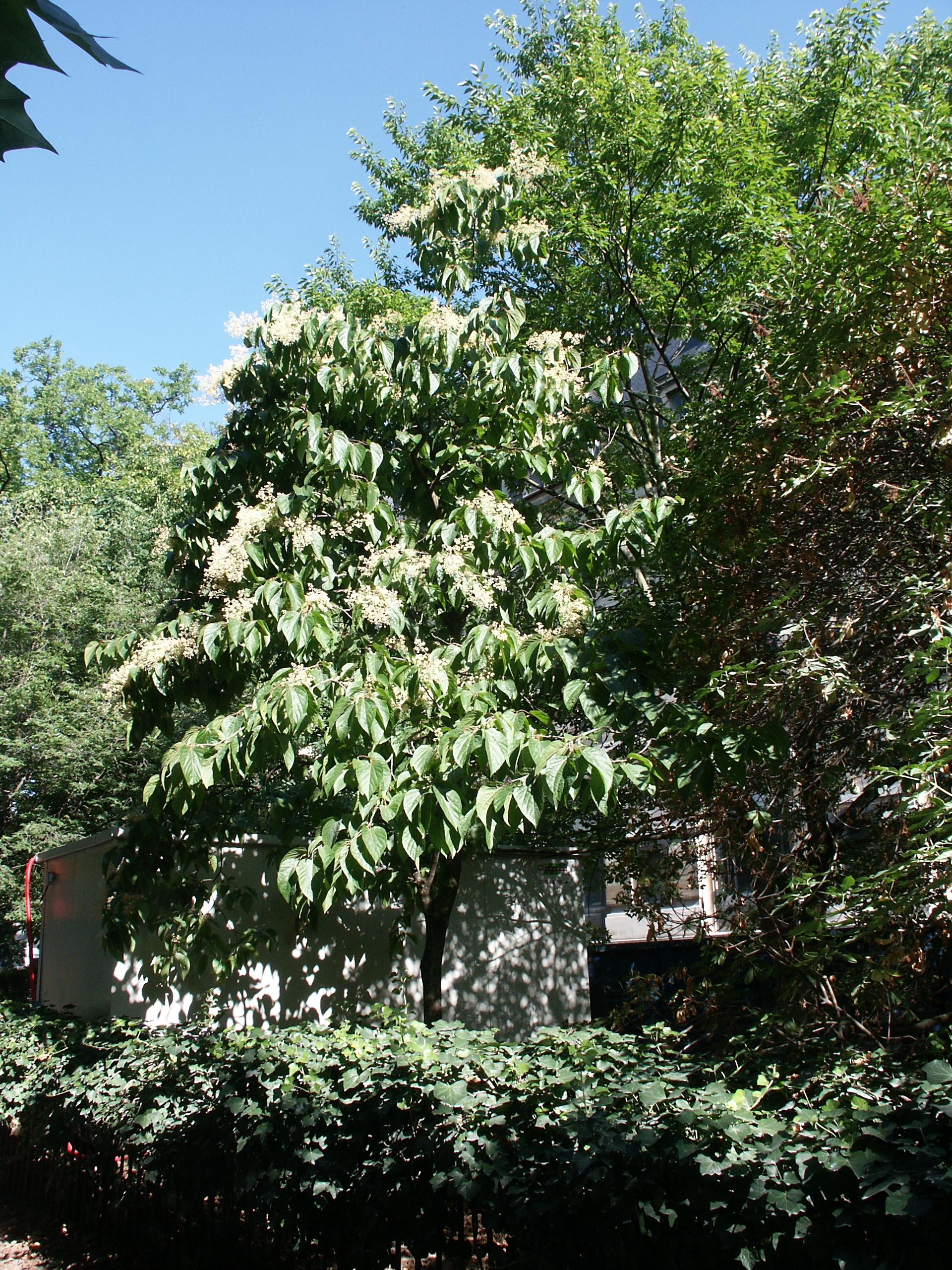
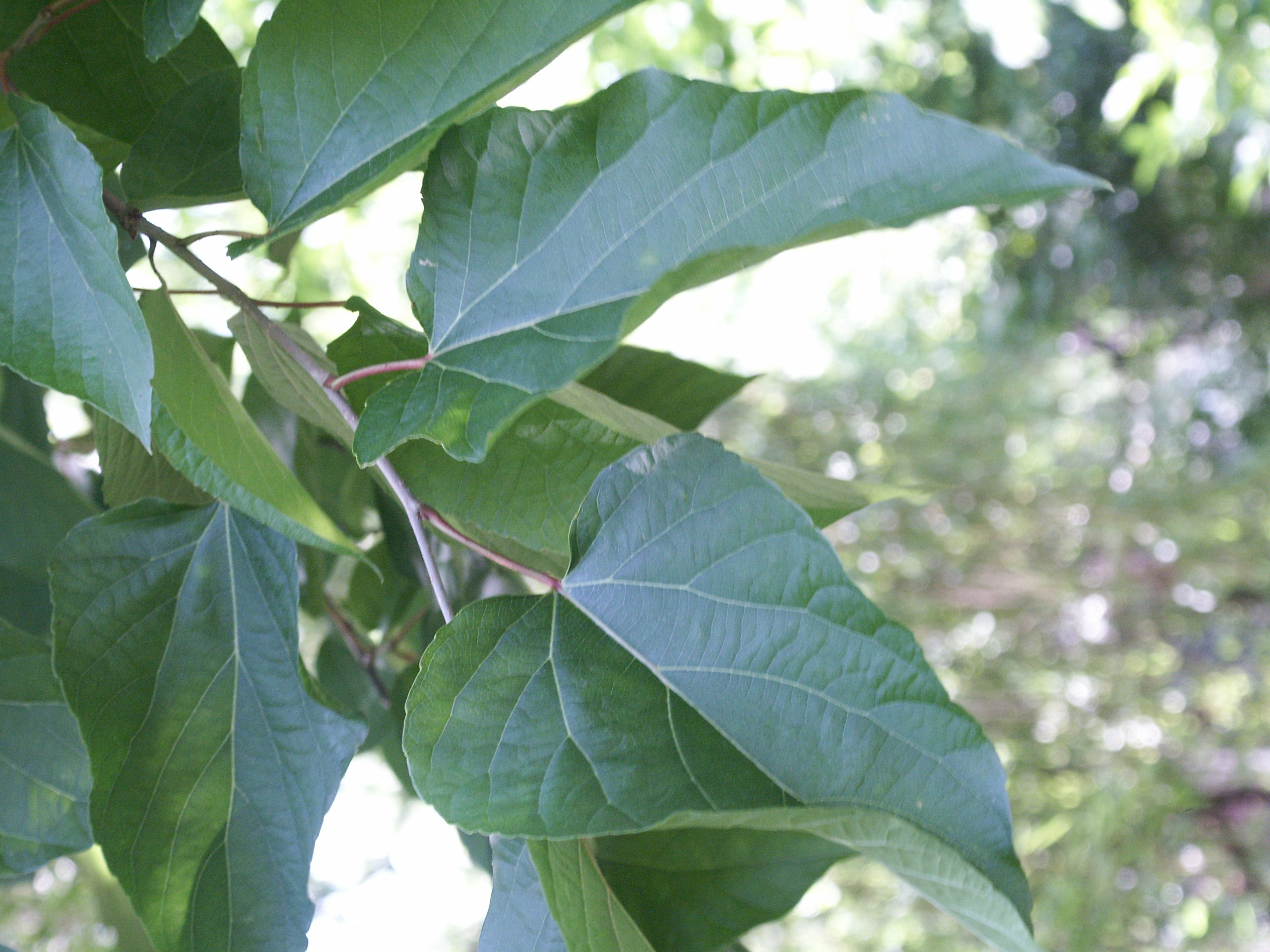